# Alonso de Sandoval
Alonso de Sandoval (n. 7 decembrie 1576, Sevilla, Spania – d. 25 decembrie 1652, Cartagena de Indias, Columbia), a fost un preot iezuit spaniol, misionar în Columbia. S-a consacrat evanghelizării sclavilor negri care soseau la Cartagena de Indias.  Este cunoscut îndeosebi prin tratatul său De instauranda Æthiopum salute, contribuție majoră pentru studiul comerțului transatlantic cu sclavi și al condiției negrilor la Cartagena de Indias.

## Biografie
Alonso de Sandoval s-a născut în 1576 la Sevilla, precum Bartolomé de Las Casas. Și-a urmat părinții care au emigrat în Peru, unde tatăl său a fost numit contabil al Trezoreriei Regale din Lima. A studiat la seminarul San Martín din Lima. A intrat  în noviciatul Companiei lui Isus din Lima, la 30 iunie 1595.
În 1605 s-a alăturat colegiului Companiei lui Isus, nou fondat la Cartagena. Și-a petrecut restul vieții, cu excepția unui scurt sejur la Lima, între 1617 și 1619, până la decesul său survenit în 1652, după o muncă înverșunată în « ministerio de los morenos » (cum îl denumește el însuși), întreprins începând din 1607 și dus până la epuizarea forțelor sale.
A descoperit că majoritatea sclavilor negri care au fost debarcați cu sutele în portul Carthagena fuseseră botezați cu forța înainte de plecare, fără cea mai mică instruire religioasă.
Apostolatul pe care l-a dus printre sclavii negri, timp de 45 de ani, i-a permis părintelui Sandoval să boteze personal patruzeci de mii de negri.
Înainte de plecarea sa la Lima în 1617, l-a format pe tânărul iezuit catalan Petru Claver să-i continue activitatea. și a devenit mentorul și sfătuitorul acestuia.
În timpul sejurului său la Lima, a început să adune documentație și bibliografie despre Africa, compilând atât texte ale filosofilor antici cât și studii ale unor părinți iezuiți.
A lăsat moștenire posterității o mărturie de valoare științifică excepțională despre problema sclaviei africane a timpului său.

## « De instauranda Æthiopum salute »
Fără îndoială, în timpul sejurului său la Lima a început să-și scrie  opera Naturaleza, policia sagrada y profana, costumbres y ritos, disciplina y catecismo evangélico de todos etíopes, pe care a încheiat-o în 1623. 
Lucrarea a fost tipărită la Sevilla în 1627 și a făcut obiectul unei a doua ediții în 1647, cu titlul latin De instauranda Æthiopum salute.
Titlul cât și modul de concepere al lucrării par inspirate de un alt iezuit, José de Acosta, autor al De procuranda Indorum salute, tratat despre evanghelizarea în America cu considerații desore popoarelor autohtone din Peru, publicat la Salamanca în 1589. În acest text, Acosta consideră că succesul misionarului depinde de capacitatea sa de a fi flexibil, pragmatic și adaptabil în raporturile sale cu viitorii convertiți. Sandoval i-a urmat exemplul lui Acosta în manualul său misionar.
În cele patru cărți ale De instauranda Æthiopum salute, Sandoval expune o stare a cunoștințelor istorice și geografice despre lumea africană, o descriere a suferințelor sclavilor cu o admonestare la adresa proprietarilor cruzi, un ghid practic pentru misionarii iezuiți, completate cu un apel adresat Iezuiților pentru a servi în favoarea africanilor din America.
De instauranda este considerat drept unul din textele cele mai importante pentru etnografia sclaviei africane în America iberică, împreună cu lucrările iezuiților Antonio Vieira (1608-1697) și Jorge Benci (1650-1708).

### Ediții
- Alonso de Sandoval,  De Instauranda aethiopum salute, Historia de Aetiopia, naturaleza, policia sagrada y profana, costumbres, ritos y catechismo evangélico de todos los aetíopes con que se restaura la salud de sus almas, Madrid, 1647.
- Alonso de Sandoval,  De Instauranda aethiopum salute, El mundo de la esclavitud negra in America, préf. Angel Valtierra, Biblioteca de la Presidencia de Colombia, 1956
- Alonso de Sandoval, Un tratado sobre le esclavitud, intro. Enrequita Villa Vilar, Madid, Alianza Universitad, 1987. Recension

### Studii
- es  Eduardo Restrepo, De Instaurandartaure la salud aethiopum salute ; Sobre las editiones et caracteristicas de la obra de Alonso de Sandoval.
- en  Margaret Olsen, Slavery and Salvation in Colonial Cartagena de Indias. Gainesville, University Press of Florida,2004.  Recension
- fr  Jean-Pierre Tardieu, „Du bon usage de la monstruosité : la vision de l'Afrique chez Alonso de Sandoval (1627)”, Bulletin Hispanique (tome 86, n°1-2), 1984